# کازنگو
کازنگو (به لاتین: Cazengo) یک منطقهٔ مسکونی در آنگولا است که در استان کوانزای شمالی واقع شده‌است. کازنگو ۱٬۸۰۳ کیلومتر مربع مساحت و ۱۷۱٬۷۴۳ نفر جمعیت دارد.